# RBA Regionalbus Arnstadt
Die RBA Regionalbus Arnstadt GmbH ist neben der IOV Omnibusverkehr Ilmenau GmbH einer von zwei im Ilm-Kreis ansässigen Omnibusbetrieben, welche für den Aufgabenträger, die Ilm-Kreis Personenverkehrsgesellschaft mbH, Busverkehre durchführen. Das Unternehmen hat seinen Sitz in der thüringischen Stadt Arnstadt.

## Fuhrpark
Der Fuhrpark der RBA Regionalbus Arnstadt besteht aus 36 Bussen. Davon sind:
- 6 Kleinbusse
- 19 Regionalbusse
- 5 Stadtbusse
- 6 Reisebusse und
- 3 Gelenkbusse[1]

## Liniennetz
Die RBA Regionalbus Arnstadt betreibt drei Stadtbuslinien in Arnstadt und 18 regionale Omnibuslinien, welche vorwiegend Haltestellen im nördlichen Ilm-Kreis anfahren.

### Stadtverkehr Arnstadt
| Linie | Strecke                                                  |
| ----- | -------------------------------------------------------- |
| 1     | Busbahnhof – Bustreff – Bachschleife                     |
| 2     | Erfurter Kreuz – Sonnenhang                              |
| 3     | Rudisleben – Erfurter Kreuz – Neudietendorf – Apfelstädt |

Ab August 2020 betreibt die RBA im Auftrag des Landkreises Kronach auch ÖPNV in Bayern.

### Regionalverkehr
| Linie | Strecke                                                |
| ----- | ------------------------------------------------------ |
| 320   | Stadtilm – Griesheim / Dörnfeld – Gräfinau-Angstedt    |
| 350   | Erfurt – Ichtershausen – Arnstadt                      |
| 351   | Arnstadt – Molsdorf / Thörey                           |
| 352   | Arnstadt – Plaue – Crawinkel                           |
| 353   | Arnstadt – Elxleben – Riechheim / Rockhausen           |
| 354   | Arnstadt – Bittstädt / Mühlberg – Gotha                |
| 355   | Arnstadt – Dannheim – Dörnfeld / Stadtilm              |
| 357   | Stadtilm – Elxleben – Erfurt                           |
| 358   | Arnstadt – Marlishausen – Dannheim – Arnstadt          |
| 359   | Gräfenroda – Gehlberg – Schmücke ("Rennsteiglinie")    |
| 360   | Arnstadt – Gossel – Crawinkel – Wölfis                 |
| 362   | Arnstadt – Dornheim – Riechheim / Witzleben – Stadtilm |
| 364   | Arnstadt – Plaue – Angelroda – Geraberg                |
| 366   | Stadtilm – Dörnfeld – Geilsdorf – Stadtilm             |
| 372   | Arnstadt – Rehestädt                                   |
| 385   | Arnstadt – Marlishausen – Stadtilm                     |
| 386   | Stadtilm – Traßdorf / Behringen                        |

## Geschichte
Bis zum 31. Dezember 2017 war die Ilm-Kreis Personenverkehrsgesellschaft mbH (IKPV), die sich zu 100 % im Besitz des Ilm-Kreises befindet, an der RBA Regionalbus Arnstadt GmbH mit 34 % beteiligt, 66 % befanden sich im Besitz eines privaten Gesellschafters. Seit dem 1. Januar 2018 befindet sich die RBA Regionalbus Arnstadt GmbH zu 100 % in Privatbesitz.